# Operace Gomora
Operace Gomora (anglicky Operation Gomorrah) nebo letecká bitva o Hamburk byla britská a americká intenzivní bombardovací operace namířená proti severoněmeckému přístavu Hamburk za druhé světové války. Cílem operace bylo jak zničit průmyslové kapacity a přístav, tak narušit morálku civilního obyvatelstva. Během deseti dní náletů byla ve městě rozpoutána ohnivá bouře, která měla za následek na čtyři desítky tisíc mrtvých, což řadí tento nálet mezi nejtěžší v historii.

## Hamburk

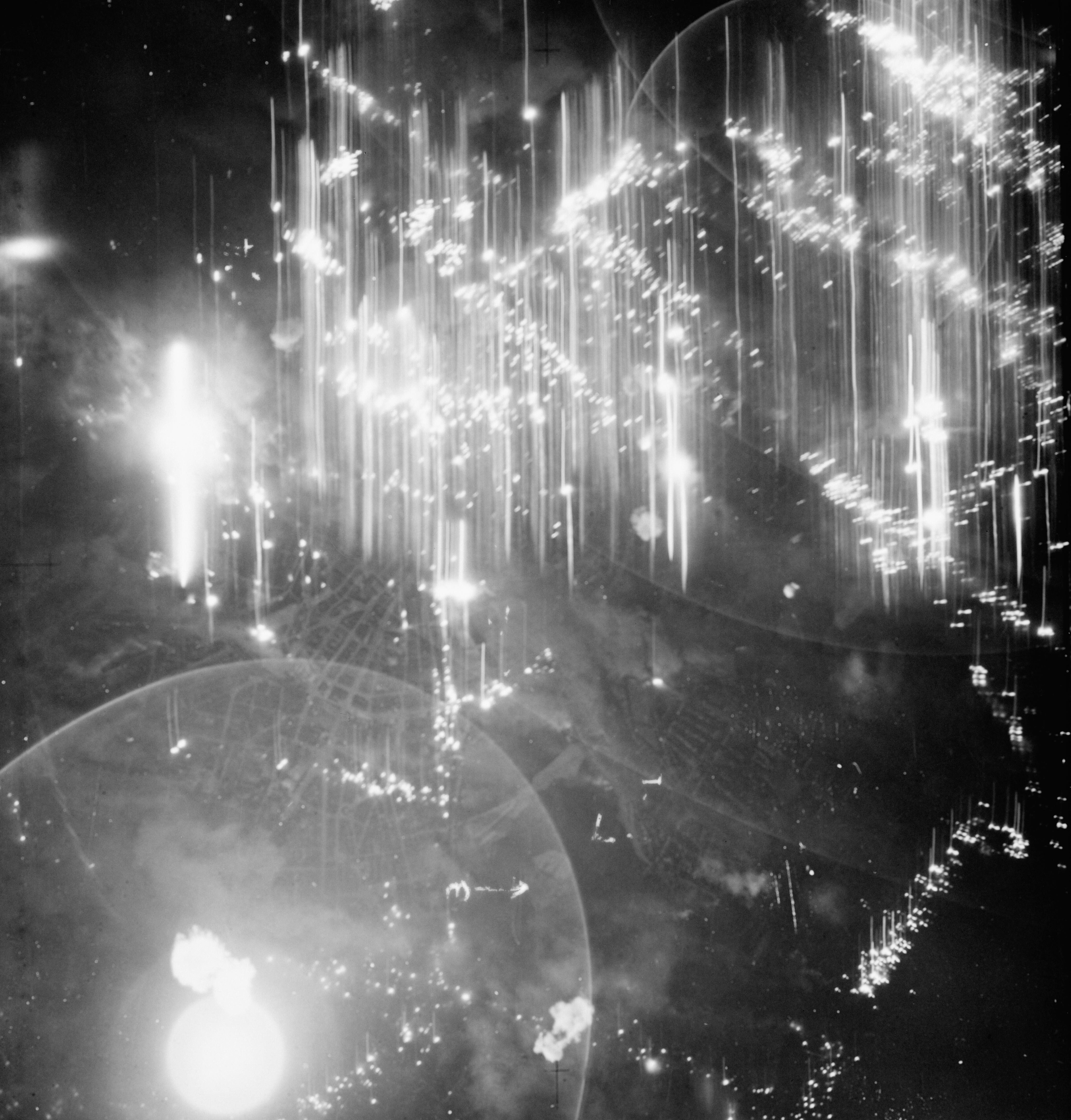
Fotka z nočního útoku RAF z 24./25. července 1943

Hamburk byl jedním z nejvýznamnějších průmyslových center v celém Německu, druhým největším městem země a největším přístavem Evropy. Kromě proslulých loděnic Blohm und Voss, produkujících vojenské lodě a ponorky zde sídlily rafinerie Deutsche Petroleum A.G. a řada dalších významných továrem zabývajících se potravinářským či strojírenským průmyslem. Zároveň byl Hamburk i obrovskou dopravní tepnou a významným zásobovacím centrem pro německá vojska v severní a západní Evropě. Kvůli své husté zástavbě představoval vhodný cíl pro bombardování civilního obyvatelstva zápalnými pumami. Od 24. července do 3. srpna 1943 byly na město vedeny čtyři velké noční nálety RAF a dva denní útoky těžkých bombardérů USAAF, které se poprvé zapojily do společné operace s britskými spojenci.

## Průběh
Dne 24. července 1943 v nočních hodinách začal první nálet. Ke zmatení německých radarů před náletem bylo použito z letadel shazovaných hliníkových pásků. Celkem vzlétlo 791 bombardérů (halifaxů a lancasterů), z nichž 51 bylo použito právě k shozu pásků. Během první noci bylo svrženo celkem 2 396 tun bomb, úspěch náletu korunovala ztráta pouhých 12 letadel. Mezitím, 25. a 26. července proběhly dva menší denní nálety amerického letectva. Další těžký nálet RAF přišel 27. července těsně před půlnocí, kdy 729 britských bombardérů shodilo na město během necelé hodiny 2 417 tun zápalných pum (napalmové M69), vysoce třaskavých bomb a pozemních min, čímž změnilo centrum města v hořící peklo. Obyvatelé se sice schovali v protileteckých krytech, ale v mnoha případech padající domy a hořící a rozžhavené střechy zavalily vchody, a žár s kouřem zabíjely. Ještě dopoledne byla v městě tma způsobená vznášejícím kouřem a prachem. Den poté, v obavách z dalších ničivých náletů, uprchla většina obyvatel Hamburku (uvádí se 900.000 - 1.200.000 lidí) z města pryč. V noci z 29. na 30. července následoval třetí velký nálet více než 700 letadel, vinou navigačních chyb byly bombardovány dosud málo zasažené obytné oblasti na severu města. V noci z 2. na 3. srpna přišel poslední nálet stejného počtu letadel, vinou špatného počasí však většina z nich tu noc nad město nedorazila, a náklad pum shodila na náhradní cíle.

## Následky
Akce skončila zničením celých čtvrtí v centru města a obrovskými oběťmi na životech, zejména civilního obyvatelstva. Celkem bylo na Hamburk svrženo více než 8 000 tun bomb. Bylo zcela vypáleno 20 čtverečních kilometrů, zabito bylo okolo 40 000 lidí (uvádí se 42 500, podle některých odhadů dokonce 60-100 000 lidí) a dalších 750 000 zůstalo bez přístřeší nad hlavou. V průběhu tří největších náletů ztratili Britové pouze 57 letadel. Průmyslové kapacity velkoměsta se podařilo vyřadit jen na omezenou dobu. Němci dokázali továrny rekonstruovat a již na podzim 1943 dosáhli stejného objemu výroby jako před náletem. Stále jsou však ve městě patrné stopy po těžkém poškození zástavby, nachází se zde několik památníků či pomníků a uprostřed města jako memento torzo kostela sv. Mikuláše (ruiny byly stavebně zajištěny až r. 1990).

## Citáty
| „ | Bitva o Hamburk nemůže být vybojována za jedinou noc. Odhaduji, že musí být svrženo nejméně deset tisíc tun bomb, aby byl ukončen proces vyřazení města. Aby tohoto bylo dosaženo, musí být město trvale vystaveno útoku. Nejdříve bude zaplaveno zápalnými pumami, aby byla zcela zneškodněna protipožární obrana. Arthur Harris | “ |